# Tomine
Tomine är ett kvinnonamn bildat av mansnamnet Thomas. Namnet har arameiskt ursprung och betyder tvilling. Namnet är vanligast i Norge men förekommer också i Sverige och Danmark.
2023 hette 1399 kvinnor Tomine i Norge och 10 kvinnor i Sverige.